# L'Opéra (série télévisée)
Pour les articles homonymes, voir L'Opéra.
L'Opéra est une série télévisée franco-belge diffusée sur OCS Max. La saison 1 est disponible depuis le 7 septembre 2021 et la saison 2 débute le 20 septembre 2022.

## Synopsis
Jeune directeur de la danse de l'Opéra de Paris, Sébastien Cheneau (Raphaël Personnaz), entreprend une procédure de licenciement contre Zoé, une danseuse étoile dilettante (Ariane Labed). Quant à elle, Flora Soumaré (Suzy Bemba) est une jeune surnuméraire noire qui espère être intégrée à la troupe de manière permanente.
Dans la saison 2, Diane Taillandier (Anne Alvaro) intègre le corps des professeurs et tente de prendre la direction de la danse à l'Opéra de Paris.
Bien documentée, la série s'intéresse aux intrigues politiques de coulisse de l'Opéra, met en lumière la rudesse du quotidien des danseuses et danseurs tout en abordant les questions comme les discriminations ou le sexisme.

## Fiche technique
- Réalisation : Cécile Ducrocq, Benjamin Adam, Stéphane Demoustier, Inti Calfat, Dirk Verheye, Laïla Marrakchi
- Scénario : Cécile Ducrocq, Benjamin Adam, Simon Jablonka, Hélène Faure, Frédéric Rosset
- Décors : Catherine Cosme
- Costumes : Anne-Sophie Gledhill
- Photographie : David Chambille, Adrien Bertolle, Benoît Dervaux
- Montage : Stijn Deconinck, Gert van Berckelaer, Koen Timmerman
- Musique : Marco Prince
- Production : Gladys Brookfield-Hampson, Florence Levard, Christophe Toulemonde
- Sociétés de production : Belga Productions, Telfrance
- Sociétés de distribution : OCS
- Pays de production :  France ,  Belgique
- langue originale : français
- Durée des épisodes : entre 45 et 50 minutes
- Nombre d'épisodes : saison 1 : 8 épisodes - saison 2 : 8 épisodes
- Format : couleur
- Genre : drame

## Distribution
- Ariane Labed : Zoé Monin
- Suzy Bemba : Flora Soumaré
- Raphaël Personnaz : Sébastien Cheneau
- Anne Alvaro : Diane Taillandier
- Hortense de Gromard : Aurore Grandsire
- Adrien Dewitte : Valentin Gransire
- Sarah Le Picard : Tiphaine Servais
- Damien Chapelle : Sasha Vidal
- Loris Freeman : Jonas Brunnel
- Yannick Renier : Raphaël Verdussen
- Loïc Corbery : Alec Anderson
- Maud Jurez : Louise Laurier
- Mata Gabin : Annette Soumaré
- Brigitte Sy : Nadia Menour
- Annabelle Hettmann : Myriam Claveau
- Samy Caffonnette : Charlie Altman
- Jean-Mathias Pondant : Martin Vogiel
- Medhi Djaadi : Idir Chennoufi
- Carole Trévoux : Françoise Naomi
- Christian Crahay : Emmanuel
- Hamed Souna : Chauffeur Uber
- Frédéric Clou : Thierry

## Tournage
La série est tournée partiellement au Palais Garnier mais principalement à l'opéra de Liège ainsi que dans un château désaffecté reconverti en opéra.
La distribution mêle comédiennes et danseuses. Ainsi Hortense de Gromard est diplômée du Conservatoire National Supérieur de Musique et de Danse de Paris et a dansé notamment dans les ballets de l'Opéra de Paris et à l'Opéra de Bordeaux et Loris Freeman est diplômé de l’École de danse de l'Opéra de Paris et a travaillé notamment au ballet de Hambourg et au Deutsche Oper am rhein de Düsseldorf. De leur côté, Suzy Bemba n'avait plus dansé depuis des cours pris dans l'enfance, et Ariane Labed n'avait plus fait de danse depuis 20 ans même si elle avait suivi des cours de danse classique pendant 10 ans dans l'enfance et l'adolescence. Et même si le casting a dû suivre une préparation quotidienne de danse de 4 à 8 h par jour, les deux actrices sont doublées par des danseuses professionnelles pour les parties les plus techniques. Ainsi Suzy Bemba est doublée par Marie-Astrid Mence, du Ballet Black de Londres, et Ariane Labed par Camille Lebesgue, du ballet de l'Opéra National de Bordeaux.
La direction artistique des parties dansées est assurée par Astrid Boitel, ancienne élève de l’École de danse de l'Opéra de Paris, en collaboration avec deux chorégraphes : Marc-Emmanuel Zanoli pour les parties classiques, et Julien Ramade, pour les chorégraphies contemporaines.

## Accueil

### Récompenses
- Festival Séries Mania 2021 :
  - Meilleure actrice dans une série française, pour Ariane Labed